# Papírna v Hamru na Jezeře
Barokní papírna z roku 1655 se nachází na katastrálním území Hamru na Jezeře v okrese Česká Lípa v Libereckém kraji. Tato pozoruhodná stavební a technická památka leží v těsné blízkosti vesnice Útěchovice, asi 1 km severovýchodně od centra někdejší rekreační obce Hamr na Jezeře. Její poloha  – případně spolu s historickými vazbami na dané území – je zřejmě důvodem, že objekt bývá někdy označován jako mlýn a papírna Útěchovice. Objekt, který je v Památkovém katalogu NPÚ charakterizován jako jedna z nejvýznamnějších technických památek v Čechách, je zapsán v Ústředním seznamu kulturních památek České republiky jako papírna pod číslem 42191/5-2946.

## Historie
Papírnu založil mimoňský papírník Petr Ossendorf v roce 1655. Na základě dendrochronologického průzkumu bylo určeno, že dochované jádro stavby pochází z 80. let 17. století. Asi 500 metrů od papírny na protějším břehu Hamerské strouhy v oněch dobách stála  tzv. útěchovická tvrz, jejíž existence je spojena s manským rodem Blektů z Útěchovic (pozn: pozůstatky tvrze se nacházejí již na katastru Břevniště).
V 16. století, kdy mj. vznikl i Hamerský rybník, známý jako Hamerské jezero, patřilo útěchovické hospodářství s tvrzí k hradu Děvínu. Od roku 1578 náležely Útěchovice rodu Hyršpegárů z Kynigheimu, kterým se připisuje renesanční přestavba útěchovické tvrze. Při prodeji hospodářství je zmiňována těžba střibra, zatímco okolí Hamru bylo známé těžbou železných rud. Přibližně v téže době měl být vybudován jihozápadně od tvrze na levém břehu Hamerské strouhy mlýn na obilí, na jehož místě o necelé století později vznikla papírna. V roce 1658 byly Útěchovice připojeny k mimoňskému panství rodu Putzů, načež došlo k přestavbě tvrze. Její patro bylo rovněž hrázděné, stejně jako patro nedaleké papírny. 
Ve druhé polovině 20. století útěchovická tvrz chátrala, v roce 1978 se zřítila a zůstaly z ní jen malé zbytky zdí. Podobný osud hrozil i nedaleké barokní papírně. Od konce druhé světové války docházelo k postupnému poškozování této vzácné technické památky. Již v roce 1967 byl zbořen památkově chráněný špýchar, který stál jižně od papírny. V 80. letech 20. století bývalou papírnu vlastnil podnik Uranové doly Hamr a využíval ji jako skladiště. V roce 1986 žádaly Uranové doly o zrušení památkové ochrany s tím, že historické vybavení papírny, které se v objektu dochovalo, bude předáno Muzeu papíru ve Velkých Losinách. Reakcí na tuto žádost UD Hamr je zápis z roku 1988 v původním evidenčním listu památky, kde je zdůrazněno, že se jedná a unikátní technickou památku, dokumentující historický vývoj papírenské výroby a že přemístění některých částí zařízení staré papírny ani není proveditelné. Z toho důvodu bylo řízení o upuštění památkové ochrany rozhodnutím Ministerstva kultury ČSR ze dne 15. listopadu 1988 přerušeno.
Od roku 1996 bývalou papírnu vlastní Rudolf Krejčí, který v průběhu let historický objekt postupně staticky zabezpečil a následně opravil s cílem vybudovat v patře obytné místnosti a v přízemí menší muzejní expozici historie papírenské výroby. Opravy fasády ocenil Liberecký kraj v soutěži Památka roku 2017.

## Popis
Papírna je zděná, v patře hrázděná stavba na obdélném půdorysu s mansardovou střechou. Budova stojí na katastru Hamru na Jezeře u hráze Papírenského rybníka, též zvaného Papírník, který však náleží již do katastru Břevniště, zatímco prostor pod hrází severně od papírny je součástí katastrálního území Útěchovic.
Podkrovní prostory mají tři podlaží a v minulosti byly využívány k sušení vyrobeného papíru. Rozdělení podkroví na tři části je patrné i zvenčí v členění vysokých svisle bedněných štítů s řadami oken. Hrázděné zdivo je zakryto omítkou, která byla obnovena v druhé dekádě 21. století v původních barvách – bílé a šedomodré (tzv. barva holubí šedi). 
Kolem oken a dveří jsou vyřezávané dřevěné lišty. V průčelí budovy jsou čtyři okenní osy, v patře podélné stěny je pět okenních os. V přízemí na jižní straně budovy se nachází portál se segmentovým závěrem a římsovými hlavicemi, zakončený klenákem s letopočtem „1826“. V interiéru je v přízemí, resp. v částečně zapuštěném suterénu, síň s valenými klenbami a lunetami. V této místnosti bylo technologické zařízení papírny, zpočátku poháněné vodním kolem, od počátku 20. století pak vodní turbínou.
Pozemky v dané lokalitě, včetně přilehlého Papírenského rybníka a pozemku, na kterém stojí papírna,  jsou v katastru nemovitostí dosud evidovány jako pozemky v dobývacím prostoru.

## Rekonstrukce interiérů

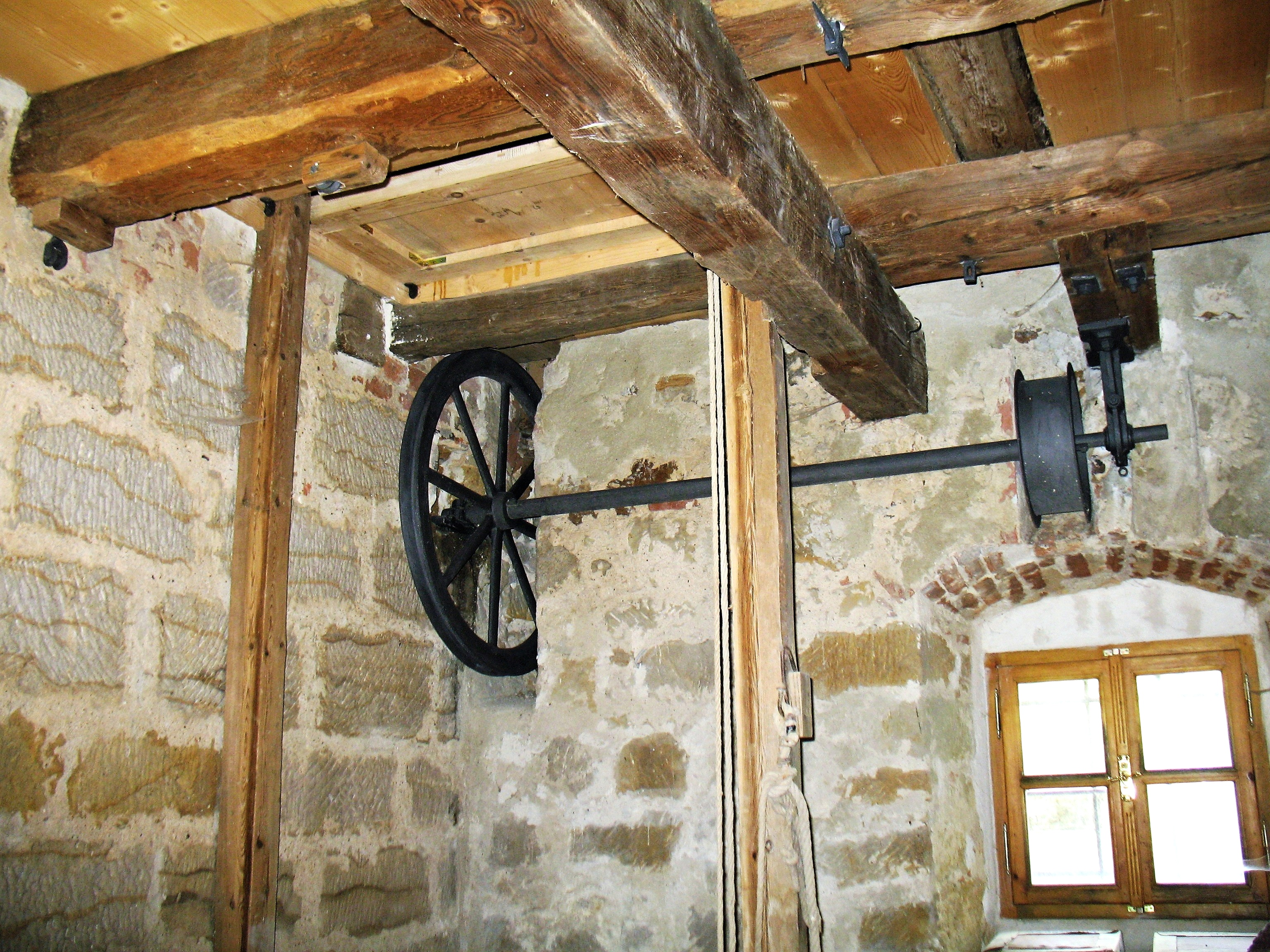
Pozůstatky technického zařízení
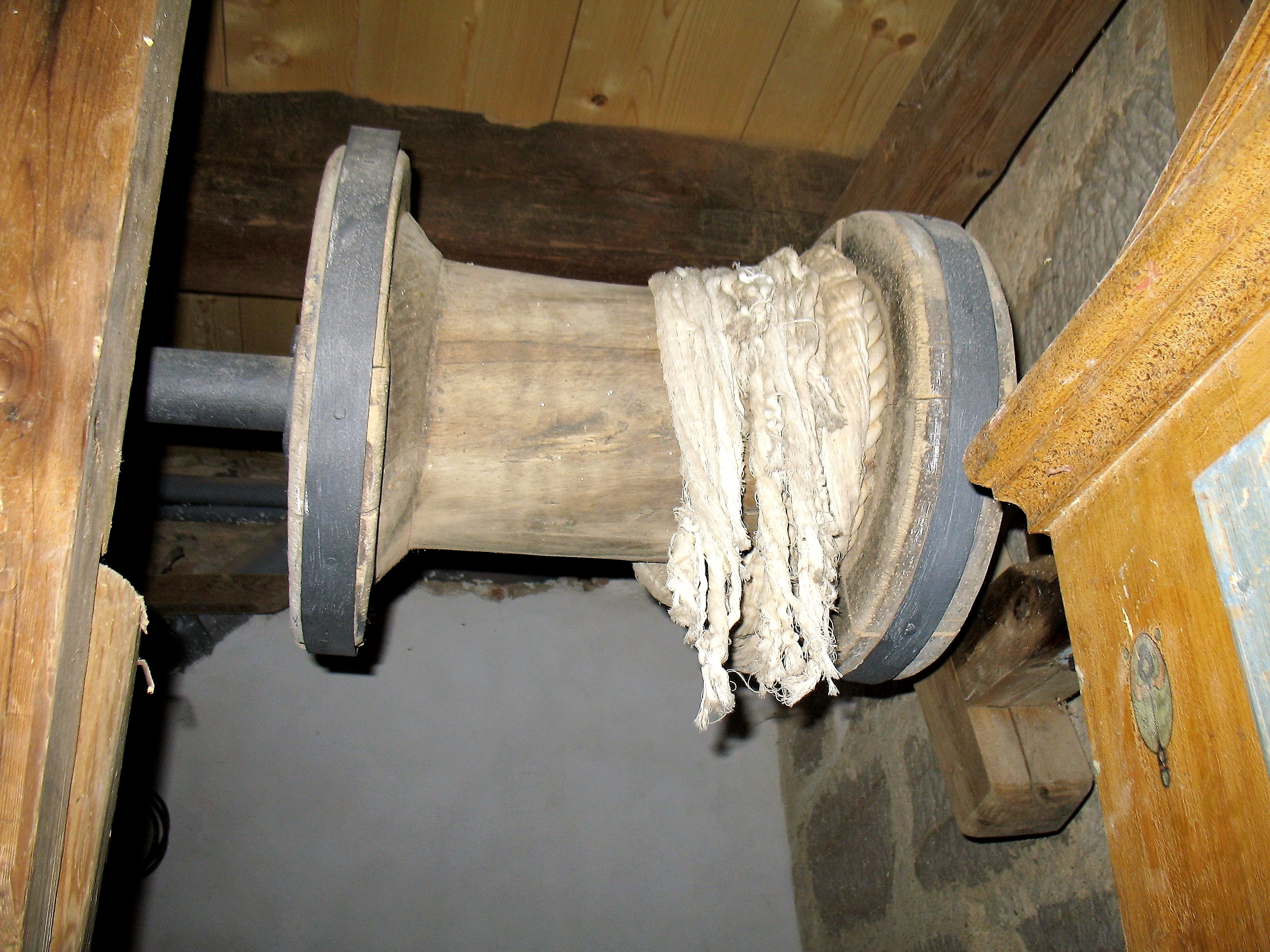
Zbytky zařízení papírny
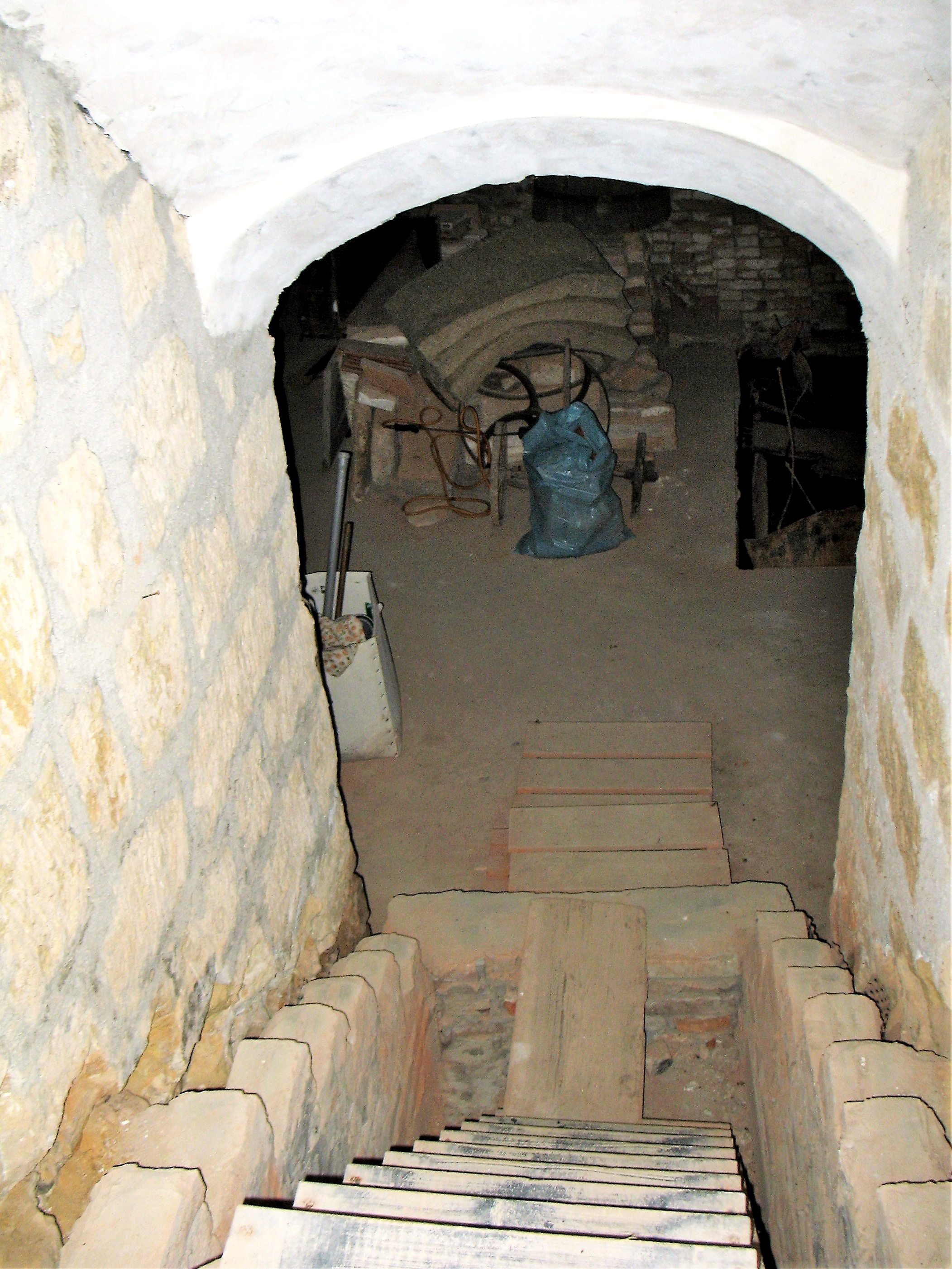
Pohled do sklepa
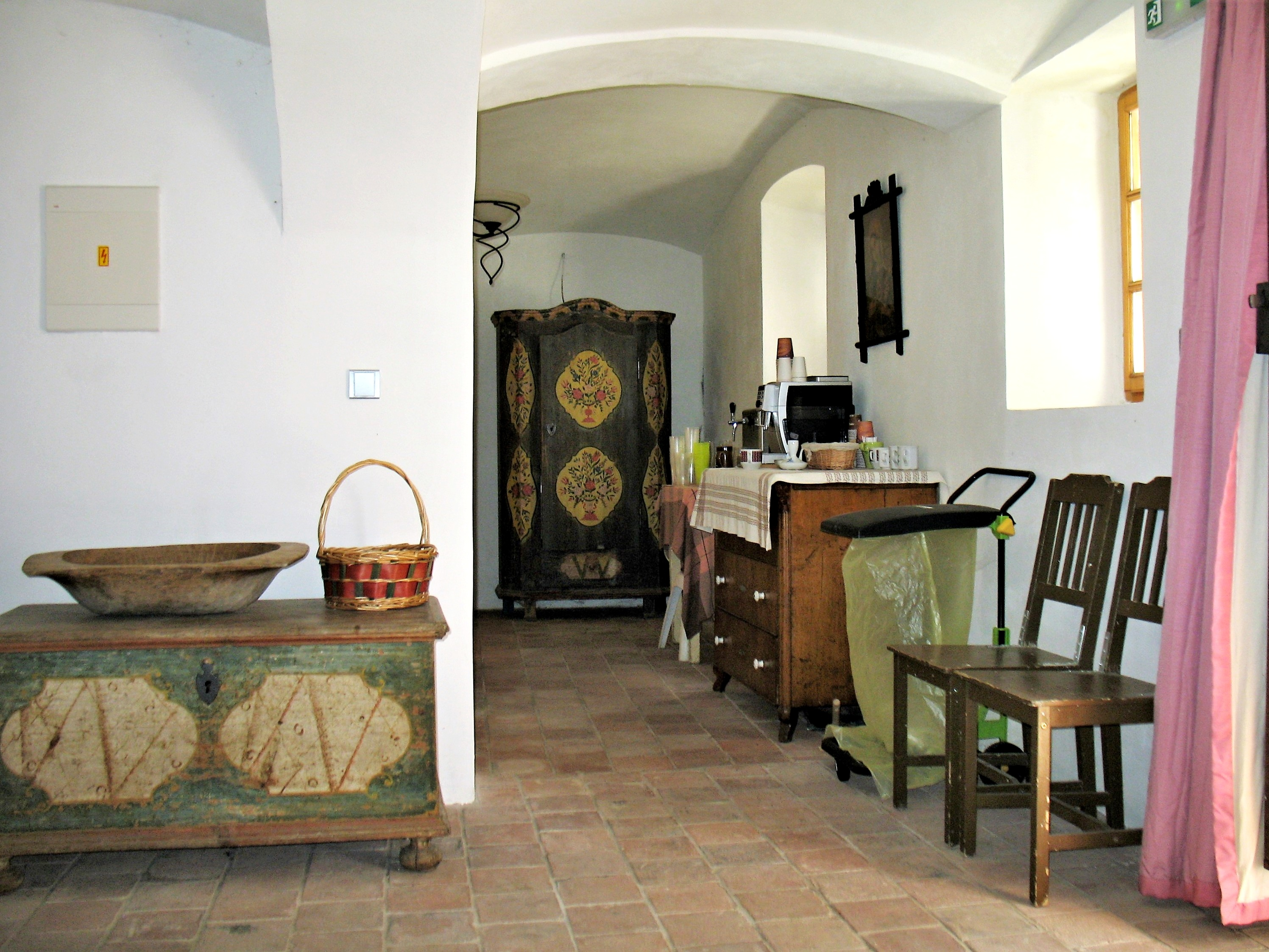
Hala v přízemí
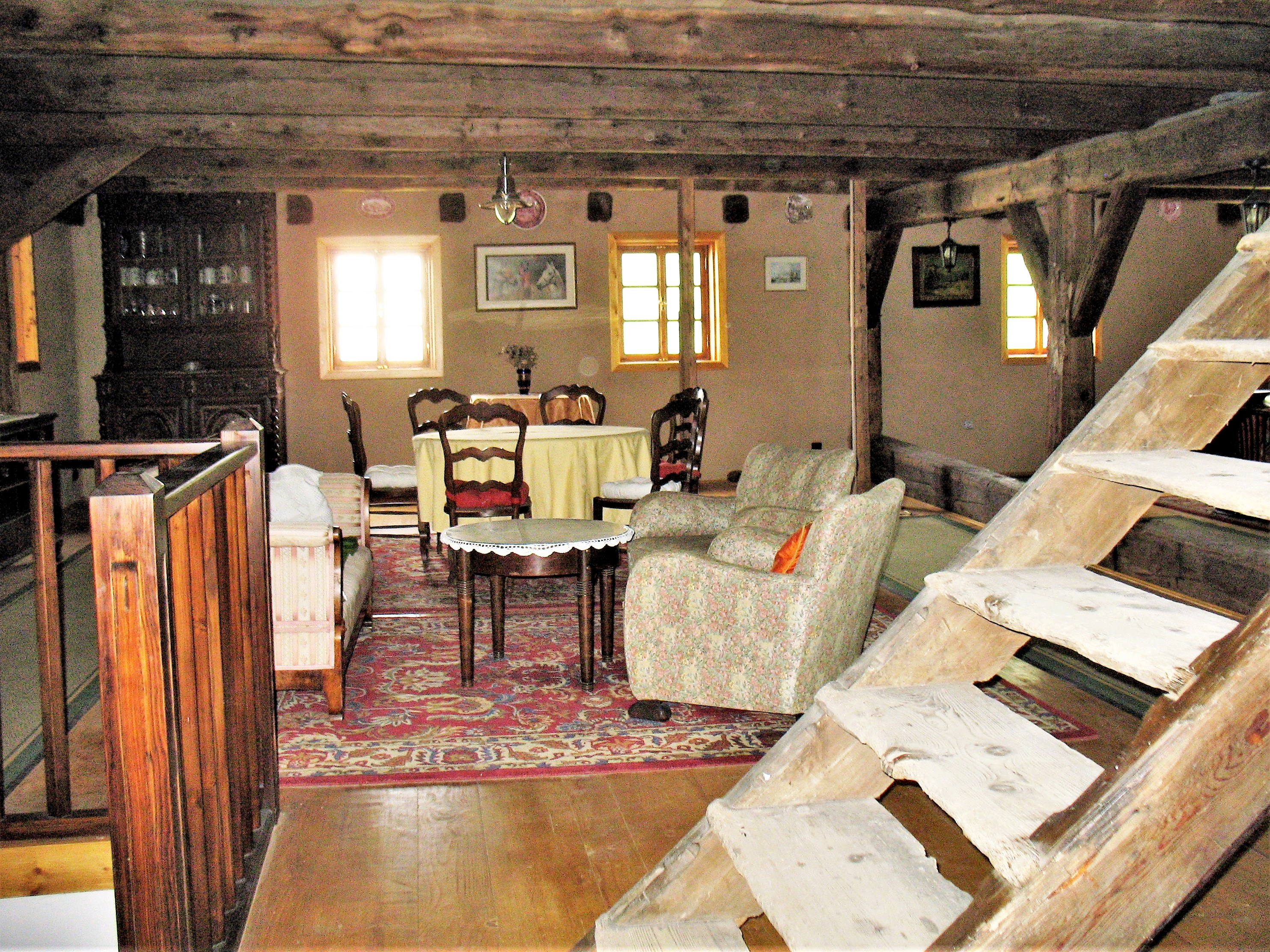
Úprava prostor v 1. patře

## Dostupnost
Interiéry historické papírny bývají zpřístupněné jen při výjimečných příležitostech, jako byly například Dny lidové architektury v letech 2020, 2021 a 2023. K barokní papírně či do Útěchovic spojení veřejnou dopravou neexistuje, lokalita je dostupná od nepříliš vzdálených autobusových zastávek v Hamru na Jezeře nebo v Břevništi, kudy projíždějí pravidelné spoje na trase Česká Lípa - Hamr na Jezeře - Liberec. Kolem památky vede zeleně značená turistická trasa z Hamru na Jezeře do Žibřidic a Zdislavy a také cyklostezka č. 3046.

## Galerie

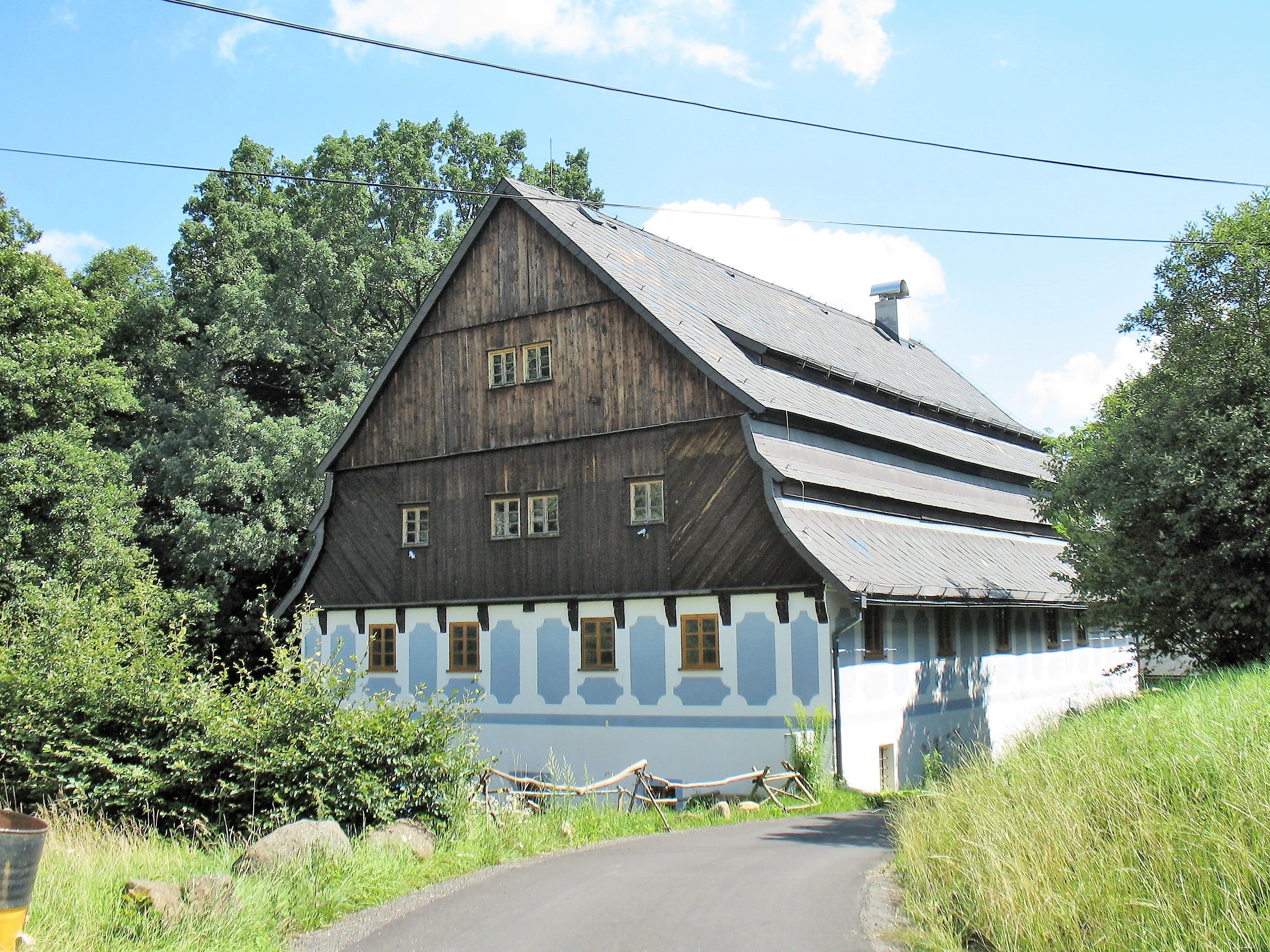
Pohled od západu ze Školní ulice
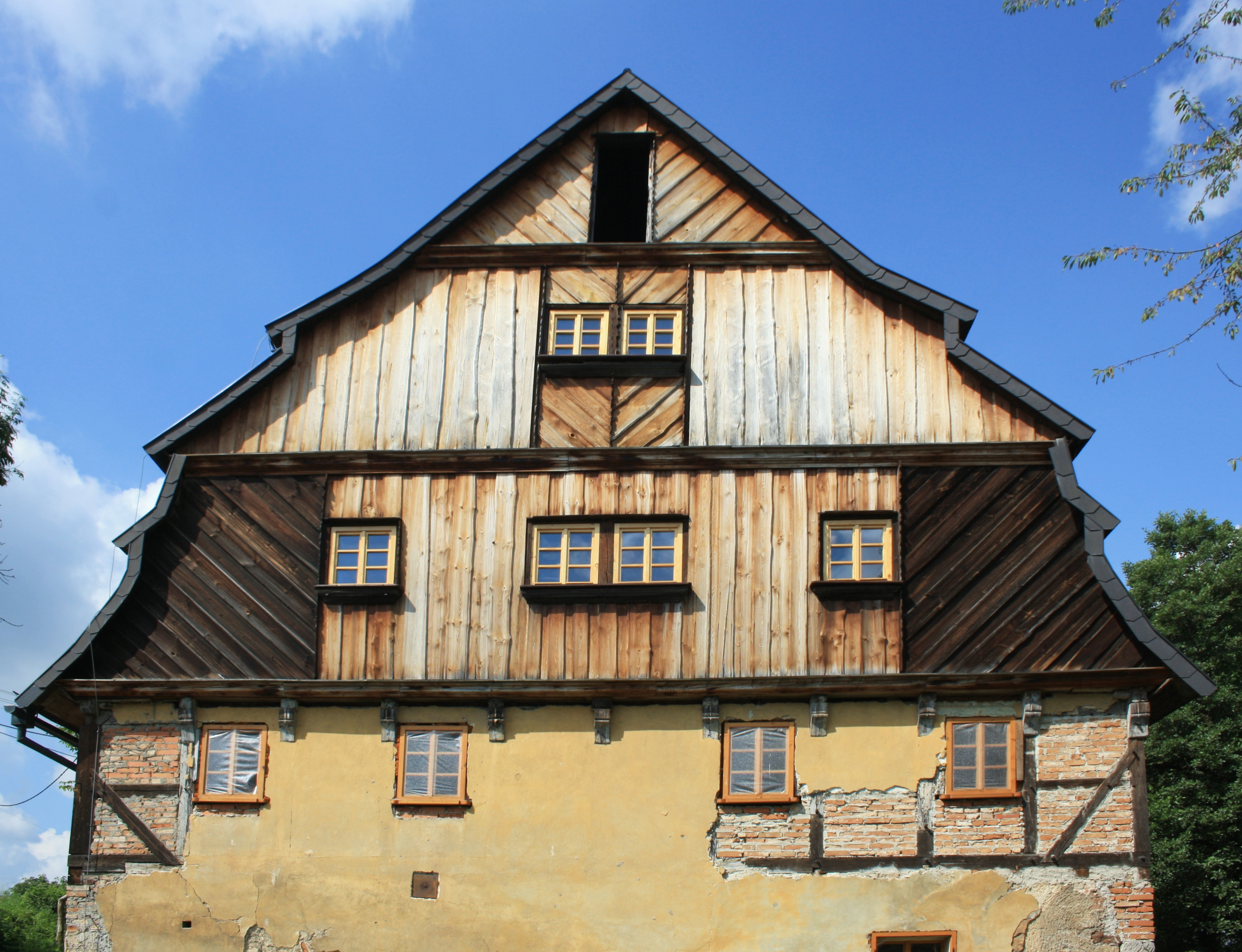
Před opravou bylo vidět původní hrázděné zdivo (stav v roce 2010)
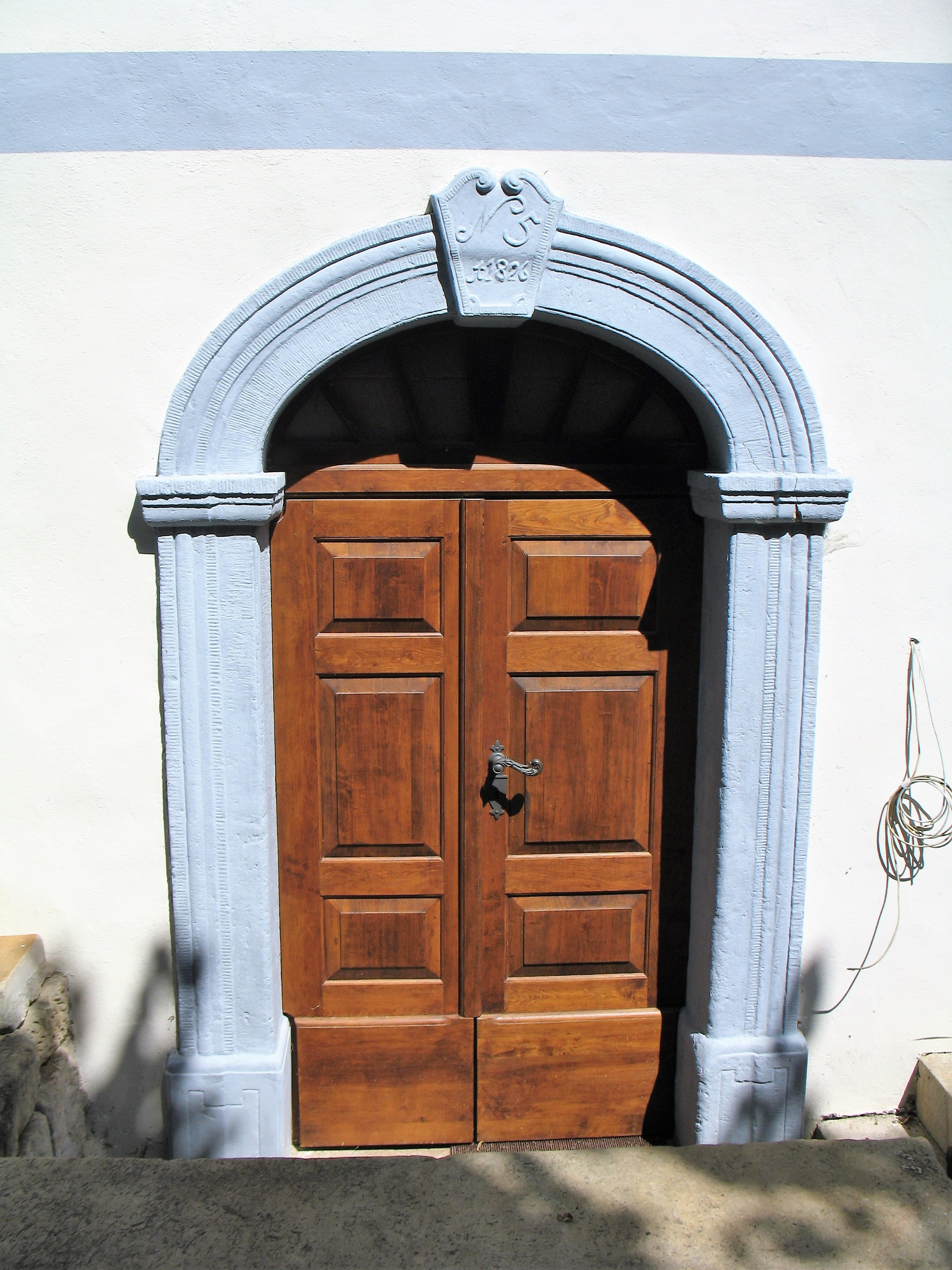
Portál s klenákem s letopočtem 1826
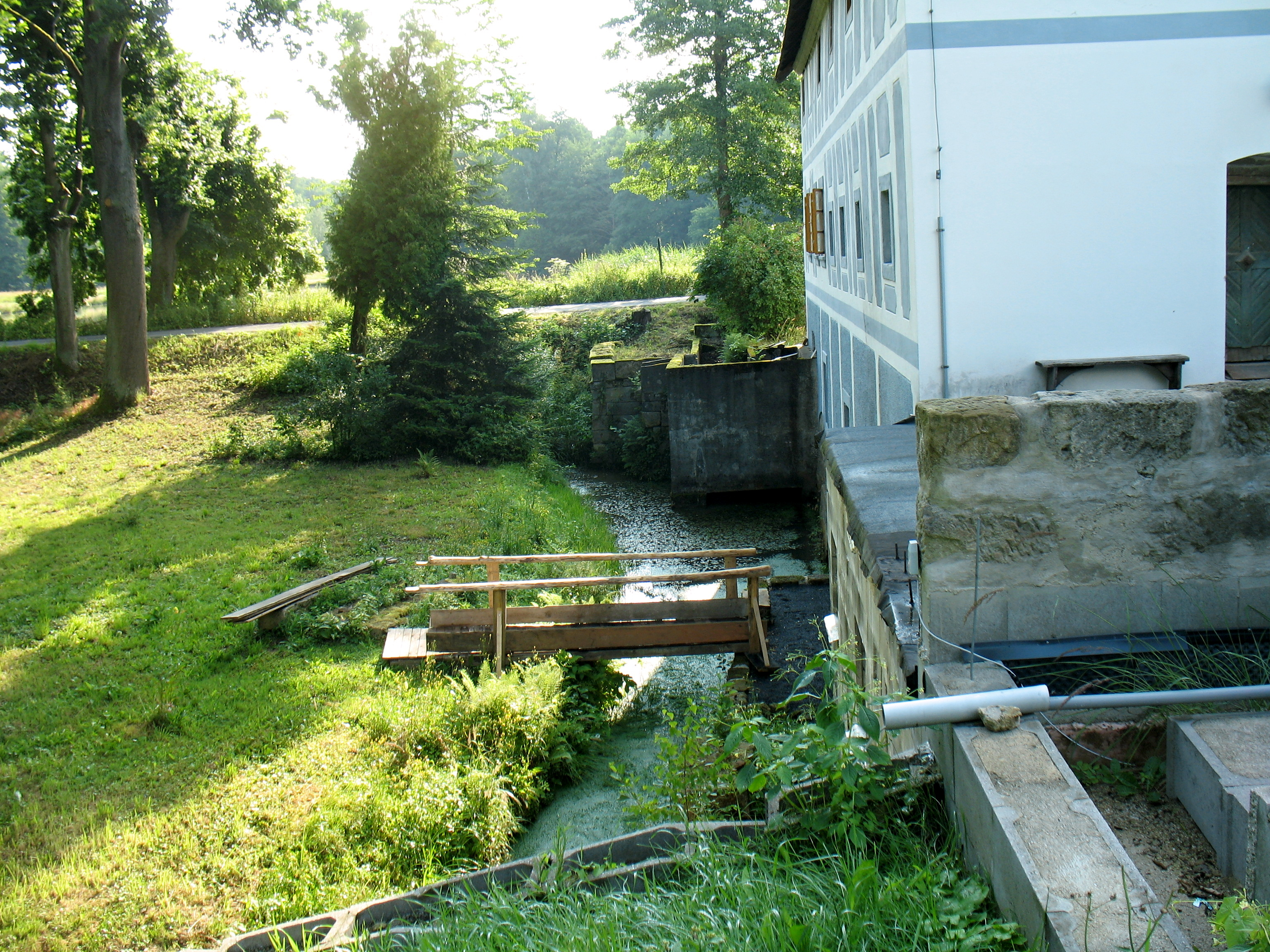
Náhon z rybníka Papírníku
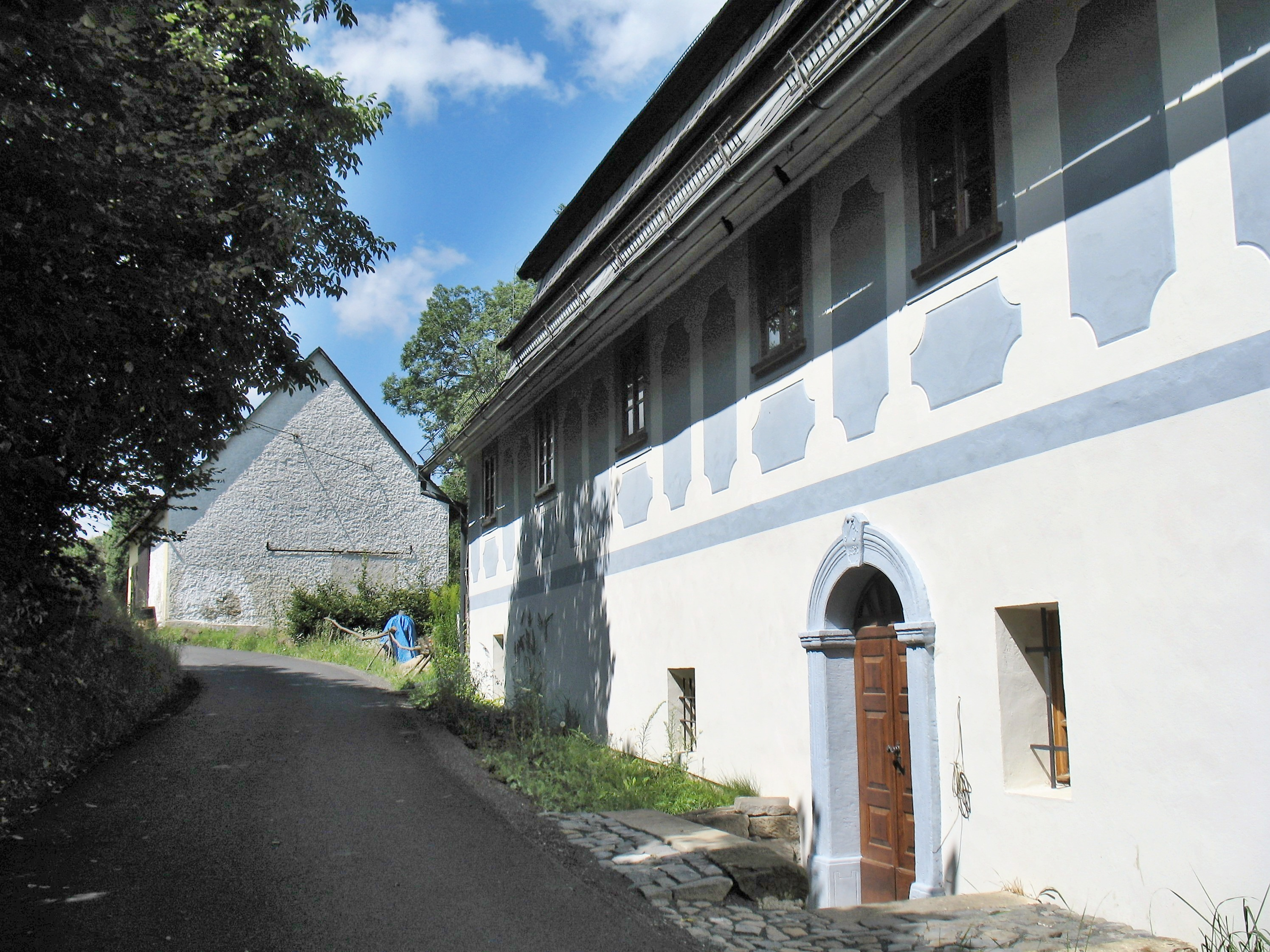
Jižní strana budovy se vstupními dveřmi